# عزيزي ديفيد (فلم أمريكي)
عزيزي ديفيد (بالإنجليزية: Dear David) هو فيلم رعب خارق للطبيعة أمريكي صدر عام 2023، من إخراج جون ماكفيل، ويستند إلى سلسلة تغريدات على تويتر للكاتب آدم إليس تحمل نفس الاسم. يقوم ببطولته أوغسطس بريو، مع أدوار مساندة لكل من أندريا بانغ، ورينيه إسكوبار جونيور، وكاميرون نيكول، وجاستن لونغ.
الفيلم هو إنتاج مشترك بين استديوهات بزفيد وأفلام ليونزغيت، ويتتبع قصة موظف في "بزفيد"، إليس (برو)، الذي يؤدي سعيه للانتقام من المتصيدين عبر الإنترنت إلى تعرضه لمطاردة من روح مملوكة لشيطان.
صدر الفيلم في دور السينما وعبر البث الرقمي في 13 أكتوبر 2023 بواسطة ليونزغيت، لكنه تلقى آراء سلبية من النقاد، الذين وصفوه بأنه تقليدي ويفتقر إلى عناصر الرعب المؤثرة.

## القصة
في عام 1996، يتعرض "ديفيد" للتنمر بسبب رسم فظ على منصة رسائل فورية، ويرد بالانتقام من المتنمرين.
في عام 2017، يدخل مراهقان غرفة دردشة "ديفيد" المتوفى، ويبدآن بالسخرية منه. بعد أن يسأل أحدهما سؤالاً ثالثًا عن سبب وفاته المستقبلي، يُقتل في نفس الليلة.
في "بازفيد"، يُطلب من "آدم" من قبل رئيسه "برايس" إنشاء محتوى أصلي "حقيقي". يبدأ "آدم" في الرد على المتصيدين، مما يدفع "ديفيد" للرد عليه واصفًا إياه بـ"القاسي"، لكن "آدم" يتجاهله. في صباح اليوم التالي، تتحرك كرسي هزازة لآدم من تلقاء نفسها، ثم يرى "ديفيد" عليها في هلوسة، تليها رؤية لـ"ديفيد" وحياته السابقة.
تشجع "إيفلين" "آدم" على الحصول على قسط من النوم، لكنه يختار بدلاً من ذلك البحث عن "ديفيد" والنشاطات الخارقة. يواجه "ديفيد" في حلم ويسأله عن هويته، فيرد "ديفيد" بأنه "مجرد تابع". ينتقل "آدم" إلى وحدة جديدة في نفس المجمع السكني، لكن الهلوسات تستمر.
في اليوم التالي، يحتفل الجميع في "بازفيد" بنجاح سلسلة "عزيزي ديفيد". يطلب "برايس" من "آدم" إضافة وسائط متعددة، وبعد تردد، يجعل القصة تفاعلية عن طريق التصويت على إجراء طرد الأرواح الشريرة إذا ظهر "ديفيد" مجدداً. يستمر المتصيدون في السخرية من "آدم"، فيرد عليهم. في صباح مبكر، يسأل "آدم" "ديفيد" عما يريده، ثم يستيقظ بنزيف أنفي بعد أن يضرب "ديفيد" وجهه بآلة كاتبة في الليلة السابقة.
يبحث "آدم" عن "ديفيد" ويقابل "كايل"، الذي يواسيه. يخبر "آدم" "كايل" بموقفه، لكن "كايل" يلومه على عدم استجابته ويتركه. يكتب "آدم" أن "ديفيد" ربما يريد قتله. بعد تجاهل مكالمة مجهولة، يجيب عليها ويجد أن الصوت يشبه صوته. يُسحب إلى حيث يظهر له "ديفيد" صورًا مروعة.
تظهر امرأة وتتحدث مع "آدم" حول تجربته مع "ديفيد"، مشيرة إلى احتمال وجود ارتباط بينهما. يزور "آدم" في النهاية المستشفى الذي أُدخل إليه "ديفيد"، ليكتشف أنه قد توفي وأن جثته مفقودة. أثناء البحث عن أدلة، يجد "ليندا" مشنوقة في منزل "دكتور لاندرز".
مع تصاعد الأحداث، يفقد "آدم" السيطرة بعد أن يطرح عن طريق الخطأ سؤالًا ثالثًا على "ديفيد"، مما يؤدي إلى نشوب حريق. مع اشتعال النيران في المجمع، يأتي "إيفلين" و"كايل" لإنقاذه بعد أن فشلا في الوصول إليه. يتمكن "آدم" من قتل "ديفيد" والهروب.
في النهاية، يدرك "آدم" أهمية الانفتاح على الآخرين، بينما تُظهر نهاية الفيلم أن "كلوي"، إحدى المتنمرين، تصبح مملوكة وتبدأ في ضرب رأسها باستمرار على الطاولة.

## الممثلون
- أوغسطس بريو بدور آدم إليس
- أندريا بانغ بدور إيفلين
- جاستن لونغ بدور برايس
- رينيه إسكوبار جونيور بدور كايل
- كاميرون نيكول بدور دير ديفيد
- راشيل ويلسون بدور ليندا
- ديفيد تومبا بدور فريد
- تريشيا بلاك بدور نوريس

## الإنتاج
فيلم Dear David مستوحى من سلسلة تغريدات على تويتر كتبها الكاتب السابق في بزفيد آدم إليس، حيث وصف فيها مواجهته مع شبح. تم تحديث القصة بين 7 أغسطس و12 ديسمبر 2017، وانتشرت بشكل كبير على الإنترنت، ما أكسب إليس أكثر من مليون متابع على تويتر. في فبراير 2018، غادر إليس بازفيد ليتجه إلى مشاريع مستقلة، مما أدى إلى توقف القصة.
في 6 يونيو 2018، أعلنت استديوهات بزفيد عن خطتها لتحويل القصة إلى فيلم سينمائي، مع كتابة السيناريو بواسطة مايك فان وايس. في مقابلة، صرّح إليس أن القصة مستوحاة من أحداث حقيقية، مؤكدًا: "لم أكن مهتمًا بإقناع أحد بأن الأشباح حقيقية – أردت فقط أن أروي قصتي". في نوفمبر 2018، حصلت نيو لاين سينما على حقوق القصة.
في يوليو 2020، أعلنت استديوهات بزفيلد وأفلام ليونزغيت عن شراكة لإنتاج وتوزيع عدد من الأفلام السينمائية. في نوفمبر 2021، استحوذت بازفيد وليونزغيت على حقوق القصة من نيو لاين سينما وعيّنت جون مكفيل لإخراج الفيلم.

## وصلات خارجية
- مقالات تستعمل روابط فنية بلا صلة مع ويكي بيانات